# Česká tisková kancelář

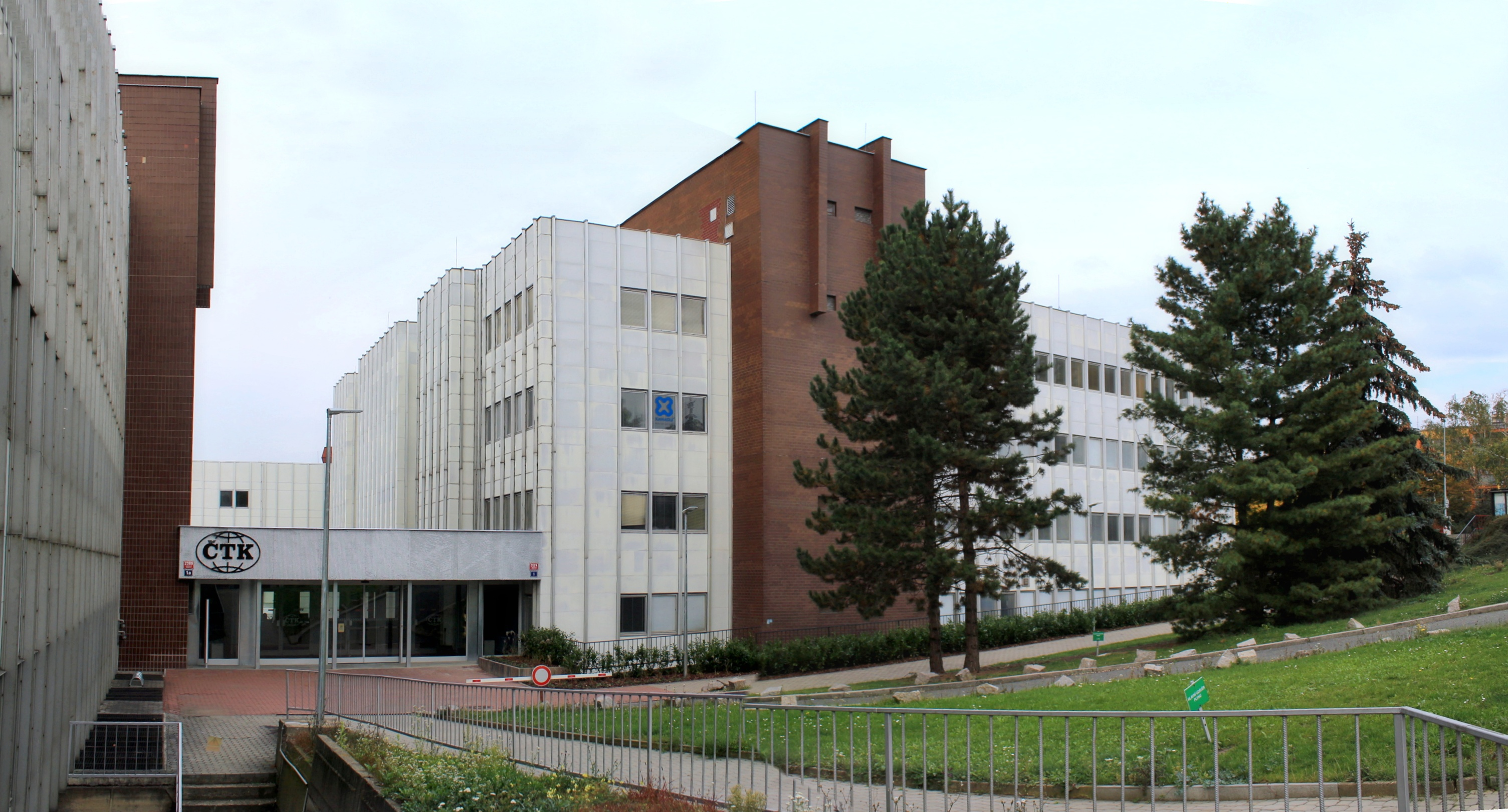
Zentrale der ČTK in Prag 10, Záběhlice

Česká tisková kancelář (deutsch: Tschechische Presseagentur), abgekürzt ČTK (gelesen: Četka), ist eine tschechische Nachrichten- und Presseagentur mit Sitz in Prag, deren Ursprung auf 1918 zurückgeht.
Vor der Gründung der Tschechischen Republik hieß sie (bis 1992) Československá tisková kancelář (Tschechoslowakische Presseagentur) mit Ausnahme der Zeit des Protektorats Böhmen und Mähren (1939–1945), als sie ebenfalls Česká tisková kancelář hieß. Die Gründung in der heutigen Form erfolgte Ende 1992 nachdem bereits im April 1992 eine eigenständige slowakische Agentur entstand, die heute TASR heißt.

## Geschichte

### Vorgänger
Auf dem Gebiet der späteren Tschechoslowakei waren bereits Mitte des 19. Jahrhunderts Presseagenturen tätig. Die am 10. Oktober 1849 in Wien gegründete Österreichische Correspondenz, 1859 umbenannt in k.k. Telegraphen-Korrespondenz-Bureau, eröffnete 1867 in Prag und 1894 in Brünn und Ostrau eine Zweigstelle; 1906 entstand im Prager Büro eine tschechische Abteilung, die fortan Nachrichten in der tschechischen Sprache produzierte.
Aus dieser Zeit stammen auch die ersten Reporter, die entweder in Prag arbeiteten (Josef Grafnetter, Klaudius Běhal) oder später bei anderen Agenturen Karriere machen (Jindřich Oppenheimer, Henri Stephan de Blowitz, beide aus Blowitz, Sigismund Engländer aus Třebíč oder Sigmund Kolisch aus Koritschan).

### 1918–1989

Eine der ersten Meldungen der Agentur vom 28. Oktober 1918

Bereits seit etwa 1914 wurde der Name Československá tisková kancelář für Nachrichtenagenturen des Exils und für verschiedene Presseabteilungen der zahlreichen Landsmannschaften verwendet. In London wurde eine Agentur mit dem Namen Česká tisková kancelář 1916 vom späteren Präsidenten der Tschechoslowakei T. G. Masaryk gegründet. Offiziell gegründet wurde die Agentur am 28. Oktober 1918, das heißt gleichzeitig mit der Gründung und dem Ausrufen des neuen Staates, der Tschechoslowakei. Fast alle Mitarbeiter der Prager Zweigstelle der Telegraphen-Korrespondenz-Bureaus wechselten in die neue Agentur. Von 1920 bis 1930 wurde die Agentur von Emil Čermák geleitet, der nicht die Agentur selbst schnell aufbaute, sondern sich maßgeblich auch an der Gründung der ersten europäischen Organisation der Presseagenturen Agences Alliées beteiligt. Seit 1925 werden die Nachrichtensendungen des Prager Rundfunks direkt aus dem alten Gebäude der Agentur gesendet. 1930 erfolgte der Umzug in das heutige Gebäude.
Während der Besetzung von Böhmen und Mähren durch Nazideutschland und der Abtrennung der slowakischen Teilagentur wurde die Bezeichnung Česká tisková kancelář verwendet. Im Gebäude wurden der Sicherheitsdienst (SD) und die Agentur DNB angesiedelt. Zahlreiche Mitarbeiter wurden verhaftet oder gingen ins Exil; einige von ihnen wurden 1942 hingerichtet.
Mit der Ausnahme kurzzeitigen Lockerung zur Zeit des Prager Frühlings erwies sich die Nachkriegszeit bis 1989 für die ČTK als eine Zeit der Gleichschaltung. Zwar wurde die internationale Arbeit stark unterstützt (in den 1950er Jahren betreibt die Agentur Rundfunksendungen außer in Tschechisch auch in Russisch, Spanisch, Französisch und Englisch). Die Agentur wird zwar formell durch die Regierung beaufsichtigt, in Wirklichkeit unterliegt sie jedoch dem Diktat des Zentralkomitees der Kommunistischen Partei. Bald nach der kommunistischen Machtübernahme 1948 unterliegt sie einer starken Zensur und es entstehen zwei redaktionelle Nachrichtenlinien: Nachrichten für die Öffentlichkeit einerseits und vertrauliche Nachrichten für hohe Parteifunktionäre andererseits, die in mehrere Geheimstufen aufgeteilt wurden und die sich mit Themen wie Emigranten, Berichte westlicher Medien über Dissidenten und ähnlichen befassten. Nach der Niederlage des Prager Frühlings wurden in der Agentur noch stärkere Säuberungen durchgeführt als 1948.

### Seit 1989
Die Samtene Revolution von 1989 ermöglichte es der ČTK, nicht nur zu einer unabhängigen Nachrichtentätigkeit zurückzukehren, sondern brachte auch einige strukturelle und technologische Veränderungen.
Seit 1988 verfügt die Agentur über eine elektronische Datenbank, sie transformiert sich entsprechend den neuen marktwirtschaftlichen Bedingungen. Sie wird zu einer öffentlich-rechtlichen Institution, unabhängig vom Staat, die Aufsicht erfolgt durch einen Rat, dessen sieben Mitglieder vom Parlament gewählt werden. Sie ist heute multimedial tätig.
Nach erfolglosen Versuchen im Jahre 1968, eine selbständige slowakische Presseagentur zu gründen, kam es zu einer Trennung im Laufe des Jahres 1992, noch vor der Trennung der beiden Teilstaaten. Am 30. Januar 1992 wurde ein entsprechendes Gesetz verabschiedet, das am 1. April 1992 in Kraft trat und die Gründung der slowakischen Agentur ermöglichte, zuerst unter dem Namen Česko-slovenská tlačová kancelária Slovenskej republiky, ab 1993 Tlačová agentúra Slovenskej republiky – Slovakia und ab 2008 unter dem heutigen Namen Tlačová agentúra Slovenskej republiky.

## Abteilungen und Archive
Die Agentur ČTK betreibt verschiedene Abteilungen und Archive, unter anderem:
- Die Infobank beinhaltet alle Nachrichten in tschechischer und englischer Sprache sowie Archiv aller tschechischer Tageszeitungen (und weiterer Periodika), ferner eine Dokumentendatenbank mit Daten zu Themen wie Staaten der Welt, Biografien, Sport usw.
- Die Fotobank beinhaltet über fünf Millionen Fotografien (davon 1,5 Millionen in digitalisiert) aus der Zeit seit 1920 bis in die Gegenwart
- Die Videobank beinhaltet eine komplette Sammlung aller durch die Agentur produzierter Fernsehreportagen und Sendungen.

Daneben verfügt die Agentur auch über die Archive anderer namhafter Presseagenturen, mit denen sie zusammenarbeitet.